# Very Bad Dads
Série
Very Bad Dads 2
(2017)
Pour plus de détails, voir Fiche technique et Distribution.
Very Bad Dads (Daddy's Home), ou Le Retour de papa au Québec, est un film américain réalisé par Sean Anders, sorti en 2015.
Une suite est sortie en 2017, Very Bad Dads 2.

## Synopsis
Brad mène une vie heureuse : marié à Sara, déjà mère de deux enfants, Dylan et Megan, il travaille dans le monde de la radio. Mais un jour, alors que Brad a réussi (à force de patience et de temps) à apprivoiser les deux bambins, leur père biologique et ex-mari de Sara, Dusty, vient leur rendre visite. Il s'ensuit un affrontement entre les deux hommes pour avoir l'affection des enfants.

## Fiche technique
- Titre : Very Bad Dads[1]
- Titre québécois : Le Retour de papa[2]
- Titre original : Daddy's Home
- Réalisation : Sean Anders
- Scénario : Brian Burns, Sean Anders et John Morris, d'après une histoire de Brian Burns
- Musique : Michael Andrews
- Photographie : Julio Macat
- Direction artistique : Elliott Glick
- Montage : Eric Kissack (en) et Brad Wilhite
- Casting : Allison Jones (en)
- Décors : Clayton Hartley, décors de plateau par Jan Pascale
- Costumes : Carol Ramsey
- Production : Will Ferrell, Chris Henchy, Adam McKay et John Morris
  - Production exécutive : Sean Anders, Riza Aziz, Jessica Elbaum (en), David Koplan, Joey McFarland, Kevin J. Messick et Diana Pokorny
- Sociétés de production : Red Granite Pictures et Gary Sanchez Productions
- Société de distribution : Paramount Pictures
- Budget : 69 millions $[3]
- Format : couleur — 1,85:1 — son Dolby Digital
- Pays de production :  États-Unis
- Langue originale : anglais
- Genre : comédie
- Format : couleurs
- Durée : 96 minutes
- Dates de sortie :
  - Royaume-Uni : 9 décembre 2015 (première à Londres) ; 26 décembre 2015 (sortie nationale)
  - États-Unis et Canada : 25 décembre 2015
  - France : 31 mai 2016 (directement en DVD et Blu-ray)[1]

## Distribution
- Will Ferrell (VF : Philippe Vincent ; VQ : François Godin) : Brad Whitaker
- Mark Wahlberg (VF : Bruno Choël ; VQ : Patrice Dubois) : Dusty Mayron
- Linda Cardellini (VF : Laurence Dourlens ; VQ : Julie Burroughs) : Sara Whitaker
- Scarlett Estevez (VF : Jaynélia Coadou ; VQ : Marine Guérin) : Megan Mayron
- Owen Wilder Vaccaro (VF : Jean-Stan Du Pac ; VQ : Loïc Moenner) : Dylan Mayron
- Thomas Haden Church (VF : Philippe Catoire) : Leo Holt
- Hannibal Buress (VF : Serge Faliu) : Griff
- Bobby Cannavale (VF : David Krüger ; VQ : Daniel Picard) : Dr Emilio Francisco
- Bill Burr (VF : Marc Perez) : Jerry
- Jamie Denbo (VF : Catherine Desplaces) : Doris
- Mark L. Young : Dental hygienist
- Alessandra Ambrosio (VF : Catherine Desplaces) : Karen, la femme de Dusty
- Didi Costine : Adrianna, la belle-fille de Dusty
- Paul Scheer : DJ « The Whip »
- Billy Slaughter (en) (VF : Benoît Du Pac) : Squidward
- Chris Henchy : Jason Sinclair / Panda DJ
- John Cena : Roger, le père d'Adrianna

 Source et légende : version française (VF) sur RS Doublage

## Sortie et accueil

### Box-office
Sorti durant les fêtes de Noël 2015, Very Bad Dads occupe la deuxième place du box-office américain au cours des deux premières semaines de sa sortie avec 101,3 millions de $ durant cette période, dont 38,7 millions engrangés lors de sa première fin de semaine en salles. Après quinze semaines restés à l'affiche, le film totalise un résultat de 150,4 millions de $ de recettes sur le territoire américain. À l'international, le film enregistre 90 millions de $, du en partie des résultats en Australie (15,4 millions $) et au Royaume-Uni (24,3 millions $). Finalement, Very Bad Dads est un succès commercial avec 240,4 millions de $ de recettes mondiales au vu de son budget de production, estimé à 69 millions de $.